# 天津西駅
天津西駅（てんしんにしえき、中文表記: 天津西站、英文表記: Tianjinxi Railway Station）は中華人民共和国天津市紅橋区に位置する中国国家鉄路集団（CR）の駅。通称は西駅（簡体字: 西站）。
本項では、近接する天津地下鉄の西站駅（にしえき）についても記述する。

## 利用可能な鉄道路線
中国国家鉄路集団
京滬線
京滬高速鉄道（支線）
天津地下直通線
津秦旅客専用線
津覇客運専線
天津地下鉄
■1号線
■4号線
■6号線

## 歴史

### 中国国家鉄路集団

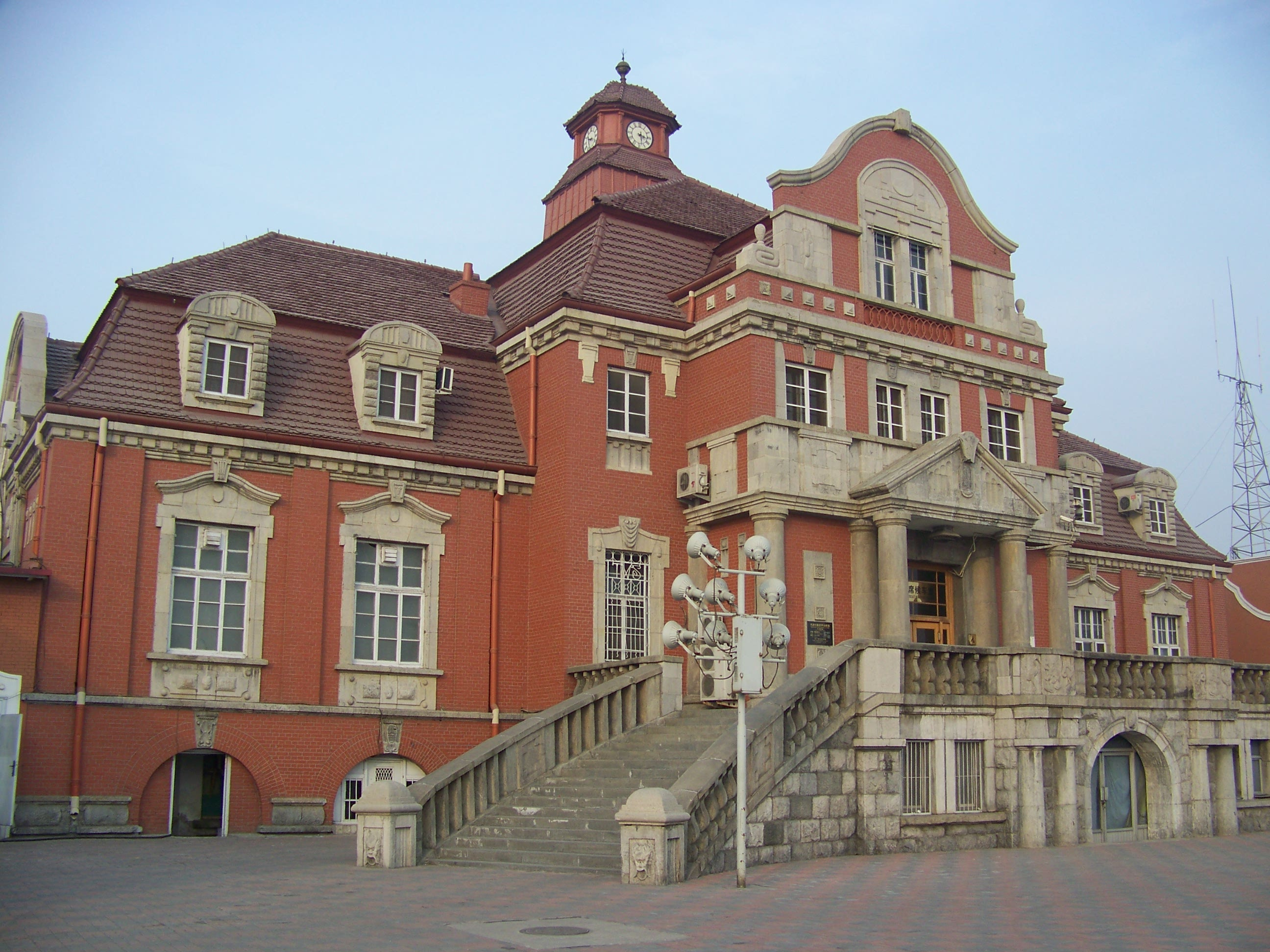
旧駅舎

- 1909年（宣統元年）8月 - 建設工事開始。
- 1910年（宣統2年）12月14日 - 営業開始。
- 1993年1月 - 改修工事開始。
- 1995年末 - 工事完成。しかし手抜き工事の疑惑により再度改修。
- 2003年 - 天津市の出資により1番ホームにて通関手続き可能にする改修工事を行い、併せてホーム上屋の改修とホームの嵩上げを行なう。
- 2009年5月4日 - 改修工事のため営業中止[1]。
- 2011年6月30日 - 京滬高速鉄道開業と同時に営業再開[2]。
- 2012年 - 改修工事完成[1]。
- 2015年12月28日 - 津覇客運専線開業。

### 天津地下鉄
- 1984年12月28日 - 開業。
- 2001年10月19日 - 地下鉄リニューアル工事のため営業中止。
- 2006年6月12日 - 営業再開。
- 2009年5月28日 - 国鉄天津西駅の改修工事のため営業中止。
- 2011年6月30日 - 1号線が営業再開。
- 2016年12月31日 - 6号線の駅が開業。
- 2025年7月8日 - 4号線が開業[3]。

### 国鉄駅建設時のエピソード
1898年（光緒24年）清国政府のあずかり知らぬところで、英、独の資本家達が独断で津鎮鉄道（天津・鎮江鉄道）の建設を請け負う事を決定。清国政府は圧力に屈し、1908年（光緒34年）に借款に同意し、また路線名も津浦鉄道に改められた。
津浦鉄道の北部区間は当時見切り発車で工事が開始されており現在の静海県良王庄から工事を開始したが、これは天津起点の位置が未だ決定していなかった事によるものである。鉄路大臣呂海寰が派遣した調査員が送った決定的な報告書には「河北趙家場附近の空き地は二頃（面積の単位、1頃は約6.14ha）余り有り、地勢は平坦にして、苫屋は無く、また墳墓も無く、ターミナル駅建設の用に堪えうる。」とあった。当時の「河北趙家場」とは現在の紅橋区南運河一帯であるが、当時の南運河は今の様に曲がっておらず、この川の北岸が「河北趙家場」と呼ばれており、現在の天津西駅から500mと離れていない。こうして趙家場駅が建設される事となったが、これが現在の天津西駅であり、趙家場駅の小さな洋館造りの駅舎は今尚天津西駅の待合室の一つとして現存している。

## 駅構造

### 中国国家鉄路集団
京滬線が乗り入れる地上駅で、旅客、貨物両方を扱う一等駅（旅客）である。総面積は68万平方メートル。かつては津浦線の起点であったが、1969年に京哈線と接続され、京滬線の中間駅となった。
2009年2月4日より京滬高速鉄道乗り入れの為の駅舎改築工事を開始、2009年5月4日午前0時より天津西駅の旅客業務を休止し、天津西駅発着の列車は揚柳青駅にて臨時停車を行なった。新駅舎は2011年6月30日完成、供用を開始した。2012年には、改修工事が完成し、また天津駅への連絡線である天津地下直径線が開通し、京津都市間鉄道の旅客列車の乗り入れが開始される予定である。また、ドイツ式新古典主義建築の旧駅舎は天津市の重点保護建築物に指定されている。駅舎改築工事に伴い南へ135m、東へ40m移動させ、あわせて古写真や文献通りに復元も行なった。
貨物輸送については、天津西駅と共に西営門貨物駅、陳塘庄貨物駅（陳塘支線を含む）も管轄しており、天津西駅は二等貨物駅となっている。取り扱い可能な貨物の最大重量は20t、貨物の処理能力は113万t/年である。
2009年からの改修工事によって京滬高速鉄道、京津都市間鉄道が乗り入れ、ホームは13面26線に整備された。その内高速列車用は9面17線、在来線用は4面7線である。駅舎改修工事には南北2ヶ所に新しく駅舎を設け、跨線橋上の待合室の設置、南北駅前広場連絡の地下通路、手荷物用地下通路を設ける事が含まれている。

#### のりば
| 月台编号 | 路线                           | 行驶方向                      |
| -------- | ------------------------------ | ----------------------------- |
| 1～6     | 天津地下直通線・京津都市間鉄道 | 武清・北京南方面              |
| 7～17    | 京滬高速鉄道                   | 済南西・南京南・上海虹橋方面  |
| 7～17    | 津秦旅客専用線                 | 浜海・唐山・秦皇島方面        |
| 18・19   | 京滬線                         | 北京方面 徐州・南京・上海方面 |
| 20～24   | 津保線                         | 保定方面                      |

### 天津地下鉄
現在は1号線、6号線の駅である。1号線、6号線ともに相対式ホーム2面2線の地下駅。ホームにはホームドアが設置されている。国鉄駅改築にあわせ地下鉄も客扱いを休止し改修工事を行い、エスカレータの設置、国鉄からの乗換改札の設置を行なった。

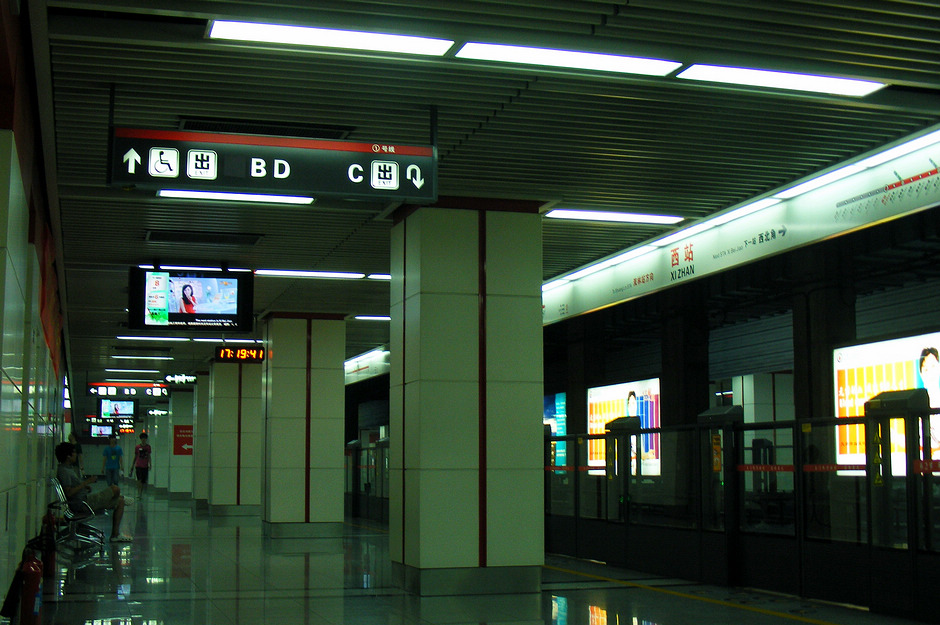
ホーム

## 駅周辺
- 西駅長距離バスターミナル
- 北大医院
- 鉄道賓館
- 航空機電公司
- 天津第71中学

## 隣の駅
中国国家鉄路集団
- 京滬線

南倉駅 - 天津西駅 - 曹荘駅
- 陳塘支線

天津西駅 - 西営門駅（貨物のみ）
- 京滬高速鉄道

天津西駅 - 天津南駅
天津地下鉄
- ■1号線

西北角駅 - 西站駅 - 洪湖里駅
- ■6号線

北竹林駅 - 西站駅 - 西青道駅